# Effetto Jod-Basedow
Con il termine effetto Jod-Basedow (o effetto jodbasedow), in campo medico, si fa riferimento ad un fenomeno clinico-biochimico caratterizzato da ipertiroidismo transitorio e che si osserva in seguito a somministrazione di iodio, farmaci iodati o soluzioni iodate in individui ipotiroidei. L'effetto Wolff-Chaikoff è invece l'ipotiroidismo iodio indotto.

## Etimologia
Il termine deriva dalla parola tedesca Jod (iodio) e da Karl Adolph von Basedow, medico tedesco studioso della patologia e della fisiologia tiroidea.

## Eziologia
L'effetto Jod-Basedow può scaturirsi in seguito all'iniezione di mezzi di contrasto iodati o in seguito alla terapia cronica con amiodarone, un antiaritmico di classe III per il quale rappresenta uno dei più importanti effetti collaterali.  

## Fisiopatologia e profilo biochimico
L'ipertiroidismo si osserva comunque raramente in quanto transitorio e asintomatico. Tuttavia è possibile indagare tale manifestazione controllando gli indici tiroidei ematici, che possono dimostrare una concentrazione di TSH inferiore a 0.35 mU/l.